# Mirrorball (bài hát)
"Mirrorball" là một bài hát của nữ ca sĩ kiêm nhạc sĩ sáng tác bài hát người Mỹ Taylor Swift nằm trong album phòng thu thứ tám Folklore (2020) của cô. Nữ ca sĩ coi bài hát như một lời tri ân gửi đến những người hâm mộ sau khi chuyến lưu diễn quảng bá album phòng thu thứ bảy Lover (2019) của cô bị hủy bỏ do những ảnh hưởng của đại dịch COVID-19. Dưới bàn tay sản xuất của Swift và người cộng sự Jack Antonoff, "Mirrorball" là một bài hát theo thể loại nhạc dream pop, jangle pop và indie folk pha trộn với chất liệu nhạc đồng quê, được thể hiện qua tiếng guitar nhẹ nhàng kết hợp hiệu ứng hồi âm, cùng phần hòa âm giọng hát và phần trống được thu trực tiếp. Về mặt ca từ, người hát ví mình như một quả cầu disco dễ vỡ có thể làm bất cứ điều gì để giúp khán giả của mình cảm thấy vui vẻ.
Trong các bài đánh giá về album Folklore, giới chuyên môn nhận định "Mirrorball" là một phép ẩn dụ cho cuộc đấu tranh của những nghệ sĩ nữ trong việc liên tục tái tạo bản thân để phù hợp với ngành công nghiệp. Phần sản xuất cùng với những cảm xúc mà bài hát đem lại cũng nhận được nhiều lời tán dương. Nhiều cây viết coi "Mirrorball" là điểm nhấn của cả album, đồng thời cũng là một trong những sáng tác hay nhất của Swift. "Mirrorball" được ba tạp chí Slant, Pitchfork và Variety liệt kê trong danh sách các bài hát hay nhất năm 2020. Bài hát đạt vị trí thứ 26 trên bảng xếp hạng Billboard Hot 100 của Hoa Kỳ và lọt vào top 40 trên các bảng xếp hạng của Úc, Canada, Malaysia và Singapore. Swift đã thu âm một phiên bản mộc mạc hơn của bài hát cho bộ phim tài liệu hòa nhạc Folklore: The Long Pond Studio Sessions (2020) cũng như biểu diễn tác phẩm trong chuyến lưu diễn The Eras Tour (2023–2024).

## Bối cảnh và biên soạn
Taylor Swift bắt đầu thực hiện album phòng thu thứ tám lấy tựa đề Folklore trong thời gian giãn cách vì đại dịch COVID-19 vào đầu năm 2020. Cô mời Jack Antonoff – nhà sản xuất từng hợp tác làm việc với cô trong ba album phòng thu trước đó – làm cộng sự cho dự án này. Swift đã sáng tác và sản xuất bốn bài hát cùng với Antonoff, trong đó có "Mirrorball". Trong bài hát, Antonoff giữ vai trò đồng sáng tác, lập trình viên và kỹ thuật viên âm thanh cùng với Laura Sisk, đồng thời đảm nhiệm việc chơi các nhạc khí như guitar acoustic, trống, guitar điện và Hammond B-3. Bài hát được thu âm tại Kitty Committee Studio – tức phòng thu tại nhà của Swift – ở Beverly Hills, California và phòng thu Rough Customer Studio ở Brooklyn. Serban Ghenea thực hiện vai trò hòa âm bài hát tại MixStar Studios ở Virginia Beach, Virginia.
"Mirrorball" có độ dài 3 phút 29 giây, là một bài hát theo thể loại dream pop và jangle pop với phần hồi âm dày đặc. Nhà báo Jon Caramanica của The New York Times nhận định phần sản xuất đã đem tới cho bài hát chất shoegaze đặc trưng, còn Jason Lipshutz từ Billboard thì lại coi "Mirrorball" là một bản nhạc indie folk. Phần sản xuất sử dụng âm guitar với hiệu ứng hồi âm, âm guitar có pedal thép, chất nhạc đồng quê, phần giọng hát như một tiếng thở, phần hòa âm, cùng phần trống được thể hiện trực tiếp. Giọng hát của Swift được tôn lên nổi bật phía trước, với những hỗ trợ của âm trống lẫy đầy nhẹ nhàng và mềm mại ở phần khí nhạc. Cây viết Spencer Kornharber của The Atlantic bình luận rằng bài hát có giai điệu guitar "ấm áp" và "lấp lánh" cùng với tiếng tambourine đi kèm. Mikael Wood từ tờ Los Angeles Times thì so sánh bài hát với chất nhạc của các nghệ sĩ thập niên 1990 như The Sundays và Sixpence None the Richer để thể hiện phần nào tính nữ, đối nghịch với chất "indie rock" bao trùm phần còn lại của album. Willman đồng ý rằng "Mirrorball" là một trong những "bài hát ít mang âm hưởng dân gian nhất" của album.
Trong khi phần lớn album Folklore đào sâu vào những câu chuyện hư cấu khác xa với các sáng tác đậm chất tự truyện trước đây của Swift, thì "Mirrorball" lại là một ca khúc phản ánh trạng thái tâm trí của cô trong thời gian phải cách ly vì dịch bệnh COVID-19. Cô sáng tác bài hát sau khi kế hoạch thực hiện chuyến lưu diễn quảng bá cho album Lover bị hủy bỏ do đại dịch bùng phát. Trong bài hát, nữ ca sĩ đưa ra quan điểm của mình về cách người hâm mộ tìm thấy "niềm an ủi trên sàn nhảy" cũng như cuộc đấu tranh của cô trong việc trở thành người nổi tiếng và cách duy trì mối tương quan: "Đó là một phép ẩn dụ cho giới nổi tiếng, nhưng nó cũng là một phép ẩn dụ cho những người đang cảm thấy bản thân phải trở thành những phiên bản khác nhau của chính mình khi tiếp xúc với những người khác nhau". Trong lời bài hát, người kể chuyện hát về việc cô sẽ làm bất cứ điều gì để giúp khán giả của mình cảm thấy giải trí ("All I do is try, try, try I'm still on that trapeze / I'm still trying everything, to keep you looking at me") và ví mình như một quả cầu disco mỏng manh dễ vỡ. Các nhà phê bình giải thích bài hát đề cập tới nhận thức của Swift về hình ảnh trước công chúng của bản thân và về những nỗ lực của những nữ minh tinh trong việc đi theo thời thế nói chung.

## Phát hành và biểu diễn trực tiếp
Folklore được phát hành vào ngày 24 tháng 7 năm 2020 thông qua hãng thu âm Republic Records. Trong danh sách bài hát, "Mirrorball" là bài hát thứ sáu của album. Bài hát ra mắt và đạt vị trí thứ 26 trên bảng xếp hạng Billboard Hot 100 của Hoa Kỳ. Trên bảng xếp hạng Hot Rock & Alternative Songs, bài hát đạt vị trí thứ 6 và trụ vững ở bảng xếp hạng này trong 16 tuần. Bên ngoài Hoa Kỳ, bài hát đã lọt vào bảng xếp hạng của Singapore (13), Úc (14), Malaysia (14), Canada (22) và Bồ Đào Nha (103). Tại Vương quốc Anh, "Mirrorball" đạt vị trí thứ 30 trên bảng xếp hạng Audio Streaming Chart của Official Charts Company và được British Phonographic Industry (BPI) cấp chứng nhận đĩa Bạc.
Sau khi phát hành album, Swift thu âm một phiên bản mộc của "Mirrorball" cho bộ phim tài liệu hòa nhạc Folklore: The Long Pond Studio Sessions phát hành trên Disney+ cũng như album trực tiếp đi kèm bộ phim – cả hai đều được phát hành vào ngày 25 tháng 11 năm 2020. Ngày 17 tháng 3 năm 2023, Swift bắt đầu chuyến lưu diễn thứ sáu của cô, lấy tên là The Eras Tour; cô tuyên bố mỗi đêm diễn sẽ có tiết mục biểu diễn hai "bài hát bất ngờ" khác nhau mà không tuyên bố trước, dùng nhạc cụ acoustic. Trong buổi biểu diễn mở đầu chuyến lưu diễn ở Glendale, Arizona, Swift đã thể hiện "Mirrorball" là "bài hát bất ngờ" đầu tiên của chuyến lưu diễn.

## Đánh giá chuyên môn
Trong các bài đánh giá về Folklore, nhiều nhà phê bình ca ngợi phần sản xuất cùng với sự cộng hưởng cảm xúc mà "Mirrorball" đã đem lại. Nhiều cây viết bình chọn bài hát làm điểm nhấn cho album hoặc thậm chí là bài hát hay nhất trong album. Fin McRedmond của The Irish Times bình luận bài hát "được định sẵn luôn là một tác phẩm kinh điển của Swift". Phần sáng tác của Swift được miêu tả bằng các từ ngữ như "mộng mơ", "đẹp đến rợn người", "thanh tao" và "chân thực". Từ bài bình luận trên tạp chí Slant, Eric Mason ngưỡng mộ cách "Mirrorball" truyền tải được cả sự hoài niệm lẫn mỉa mai thông qua những "ngỡ ngàng đến nghẹt thở". Hannah Mylrea của NME thì lại không mấy ấn tượng với bản nhạc; cô cho rằng bài hát này thật đáng quên và như thể kéo cả album đi xuống. "Mirrorball" xuất hiện trong danh sách cuối năm các bài hát hay nhất năm 2020 của Chris Willman của Variety (thứ 9), Pitchfork (thứ 71) và Slant (thứ 14).
Nhìn lại trong các bài đánh giá sau này, các nhà phê bình coi "Mirrorball" là một trong những ca khúc hay nhất của Swift. Trong bảng xếp hạng toàn bộ danh sách bài hát của Swift, Willman và Rob Sheffield từ Rolling Stone đã liệt kê "Mirrorball" trong số năm bài hát hay nhất của nữ ca sĩ. Trong các bài đánh giá năm 2022, Spencer Kornhaber từ The Atlantic nhận định "Mirrorball" là một trong những bài hát "vừa hòa nhập mà cũng vừa nổi bật" của Folklore, đồng thời lựa chọn sáng tác này là một trong những bài hát hay nhất, khác biệt nhất của nữ ca sĩ. Katherine Flynn của Consequence thì nhấn mạnh rằng "Mirrorball" lẽ ra phải là đĩa đơn chủ đạo của album và ca ngợi đoạn bridge của bài hát là "không thể phủ nhận".

## Đội ngũ thực hiện
Đội ngũ được trích từ phần ghi chú của album Folklore.
- Taylor Swift – sản xuất, hát chính
- Jack Antonoff – thu âm, lập trình, sản xuất, guitar acoustic, trống, guitar điện, Hammond B-3, đàn phím, bộ gõ, hát bè
- Laura Sisk – thu âm
- John Hanes – kỹ thuật âm thanh
- Serban Ghenea – trộn âm

## Xếp hạng
| Bảng xếp hạng (2020)                   | Thứ hạng cao nhất |
| -------------------------------------- | ----------------- |
| Úc (ARIA)                              | 14                |
| Canada (Canadian Hot 100)              | 22                |
| Malaysia (RIM)                         | 14                |
| Bồ Đào Nha (AFP)                       | 103               |
| Singapore (RIAS)                       | 13                |
| Sweden Heatseekers (Sverigetopplistan) | 6                 |
| Anh Quốc Streaming (OCC)               | 30                |
| Hoa Kỳ Billboard Hot 100               | 26                |
| Hoa Kỳ Hot Rock Songs (Billboard)      | 6                 |

| Bảng xếp hạng (2020)                        | Thứ hạng |
| ------------------------------------------- | -------- |
| US Hot Rock & Alternative Songs (Billboard) | 34       |

## Chứng nhận
| Quốc gia                                                    | Chứng nhận | Số đơn vị/doanh số chứng nhận |
| ----------------------------------------------------------- | ---------- | ----------------------------- |
| Úc (ARIA)                                                   | Bạch kim   | 70.000‡                       |
| Anh Quốc (BPI)                                              | Bạc        | 200.000‡                      |
| ‡ Chứng nhận dựa theo doanh số tiêu thụ và phát trực tuyến. |            |                               |